# 阿尔巴尼亚—伊朗关系
阿尔巴尼亚－伊朗关系指的是阿尔巴尼亚共和国和伊朗伊斯兰共和国之间的双边关系。自阿尔巴尼亚与美国结盟并允许伊朗人民圣战者组织来本国避难时两国关系就已经恶化，而后阿尔巴尼亚于2022年9月以伊朗对阿尔巴尼亚发动网络攻击为由宣布终止与伊朗的外交关系。

## 历史

### 古代
由于阿尔巴尼亚和伊朗所使用的语言均为印欧语系，因此两国之间存在着共同的文化纽带。两国之间的文化纽带可以追溯到伊利里亚人和波斯帝国时代，其中阿尔巴尼亚人的祖先伊利里亚人曾参与过希波战争，因此二者之间可以通过希腊人进行文化交流。

### 巴列维王朝与阿尔巴尼亚社会主义人民共和国时期
由于两国距离较远，因此两国建立正式外交关系的时间目前已经不得而知。不过两国建立正式外交关系的时间大概在二战结束后，当时的阿尔巴尼亚为社会主义国家，而伊朗正处于巴列维王朝的统治之下。在冷战中，阿尔巴尼亚与苏联结盟，而巴列维王朝与美国为盟友。